# Cantón de Ferrette
El cantón de Ferrette era una división administrativa francesa, que estaba situada en el departamento de Alto Rin y la región de Alsacia.

## Composición
El cantón estaba formado por treinta comunas:
- Bendorf
- Bettlach
- Biederthal
- Bouxwiller
- Courtavon
- Durlinsdorf
- Durmenach
- Ferrette
- Fislis
- Kiffis
- Kœstlach
- Levoncourt
- Liebsdorf
- Ligsdorf
- Linsdorf
- Lucelle
- Lutter
- Moernach
- Mooslargue
- Muespach
- Muespach-le-Haut
- Oberlarg
- Oltingue
- Raedersdorf
- Roppentzwiller
- Sondersdorf
- Vieux-Ferrette
- Werentzhouse
- Winkel
- Wolschwiller

## Supresión del cantón de Ferrette
En aplicación del Decreto n.º 2014-207 de 21 de febrero de 2014, el cantón de Ferrette fue suprimido el 22 de marzo de 2015 y sus 30 comunas pasaron a formar parte; veintinueve del nuevo cantón de Altkirch, y una del nuevo cantón de Masevaux.